# Joseph Dreppe
Joseph Dreppe, né le 30 septembre 1737 à Liège, où il meurt en 28 mars 1810, est un peintre et graveur liégeois.

## Biographie
Formé à Liège par le peintre Jean Latour, il séjourne à Rome de 1758 à 1761 grâce à une bourse de la fondation Lambert Darchis. En 1775, il est nommé professeur à l'Académie royale de peinture, sculpture et gravure fondée par le prince-évêque François-Charles de Velbrück. Il est reçu comme associé à la Société libre d'émulation en 1780. Le prince-évêque César-Constantin-François de Hoensbroeck le nomme directeur et professeur à l'Académie, à la place de Léonard Defrance. 
En 1789, il réalise des estampes relatant les événements de la révolution liégeoise, notamment une eau-forte en hommage à Jean-Nicolas Bassenge. Il s’exile à Paris en 1793-1794 ; à son retour à Liège, il est nommé inspecteur des travaux publics. 
Le Cabinet des estampes et des dessins de Liège conserve 80 œuvres de Dreppe qui proviennent de la collection de Henri Hamal.

## Exposition
En 2010, à l'occasion des 200e anniversaire de la mort de Joseph Dreppe le Cabinet des estampes et des dessins de Liège lui consacre une exposition.

## Œuvres

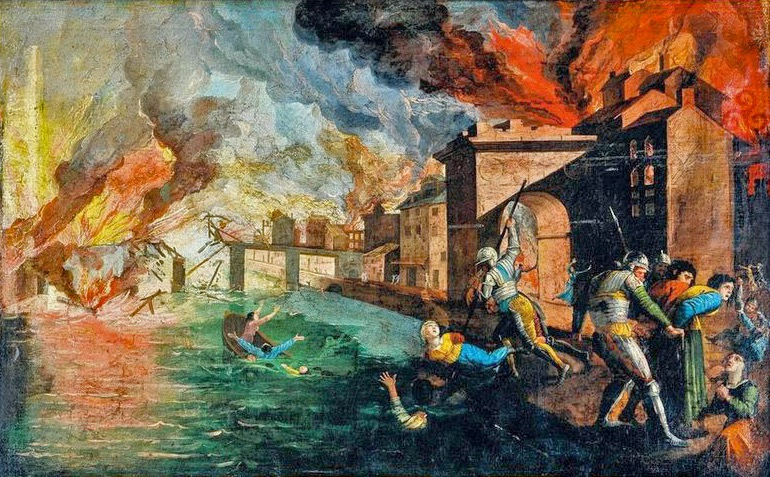
Le Sac de Liège (1805)

- Le Sac de Liège, huile, 1805